# Rue Pau-Casals
La rue Pau-Casals est une voie située dans le quartier de la Gare du 13e arrondissement de Paris, en France.

## Situation et accès
La rue Pau-Casals est accessible à proximité par la ligne 14 à la station Bibliothèque François-Mitterrand.

## Origine du nom
Elle porte le nom du violoncelliste et compositeur catalan Pau Casals (1876-1973).

## Historique
La voie est créée sur d'anciens terrains de la SNCF dans le cadre de l'aménagement de la ZAC Tolbiac-Paris Rive Gauche sous le nom provisoire de « voie CT/13 ».
Cette voie, initialement privée, est ouverte à la circulation publique le 18 avril 2001 et prend sa dénomination actuelle le 2 janvier 2004.

## Bâtiments remarquables et lieux de mémoire
- La Bibliothèque nationale de France.
- L'avenue de France.